# Notarius cookei
Notarius cookei är en fiskart som först beskrevs av Acero P. och Betancur-r. 2002.  Notarius cookei ingår i släktet Notarius och familjen Ariidae. IUCN kategoriserar arten globalt som sårbar. Inga underarter finns listade i Catalogue of Life.